# أوزفالدو أرانيا
أوزفالدو دي سوزا أرانيا (بالبرتغالية: Osvaldo Aranha‏) (15 فبراير 1894 - 27 يناير 1960) هو سياسي ودبلوماسي ورجل دولة برازيلي، وأحد الذين اشتهورا في الساحة البرازيلية في عام 1930 في الفترة الرئاسية لجيتوليو فارجاس.

## روابط خارجية
- أوزفالدو أرانيا على موقع مونزينجر (الألمانية)
- أوزفالدو أرانيا على موقع ديسكوغز (الإنجليزية)